# RENFE 101 sorozat
A RENFE 101 sorozat a spanyol RENFE nagysebességű, széles nyomtávú villamos motorvonata volt. A francia GEC Alstom gyártotta 1997-ben. Összesen hat szerelvény készült el. A vonatok 3 kV egyenáramot használnak, engedélyezett sebességük 220 km/h, de akár 250 km/h sebességgel is képesek haladni. A szerelvényeket az Euromed szolgáltatás üzemeltetéséhez használták.

## Története
A RENFE 101 sorozat az AVE-ként használt 100-as sorozat széles nyomtávú változata (1668 mm) volt. Mivel a RENFE, a spanyol állami vasút eredetileg 24 darab AVE-egységet rendelt, de a későbbi tervezési szakaszban megállapították, hogy nincs szükség ekkora kapacitásra, a RENFE azt kérte, hogy ezek közül a nagysebességű vonatok közül hat legyen széles nyomtávú. A spanyol széles nyomtávú hálózat egyenáramú villamosítása miatt ezek a szerelvények csak egyféle áramrendszert ismertek, a 3 kV-os egyenáramot. Emiatt mind a teljesítmény, mind a maximális sebesség alacsonyabb volt, mint a 25 kV alatti szabványos nyomtávú egységeknél.
A vonatokat 1997 és 2009 között az Euromed szolgáltatáshoz használták az úgynevezett Mediterrán-folyosón - a tengerparti útvonalon Barcelonától Valencián át Alicante-ig. A spanyol nagysebességű hálózat további bővítése során az Euromed egységeket 2010-re standard nyomtávra alakították át, és áthelyezték a 100-as sorozatba.

## Balesetek
2002. március 30-án egy ütközés történt Torredembarra állomáson egy RENFE 448 sorozatú regionális vonat és egy RENFE 101-es között. A regionális vonat mozdonyvezetője figyelmen kívül hagyta a megállj jelzést és az áthaladó vágányra ért, melyen egy  101 sorozatú motorvonat, mint Euromed járat haladt mintegy 155 km/h sebességgel. Az ütközés során két ember életét vesztette, 142 megsebesült. A 101-es sorozat egyik vonófejét az Alstomnak kellett újjáépítenie, de már az új standartnak megfelelően, ezért az most a TGV POS-hoz hasonlít.

## Képek

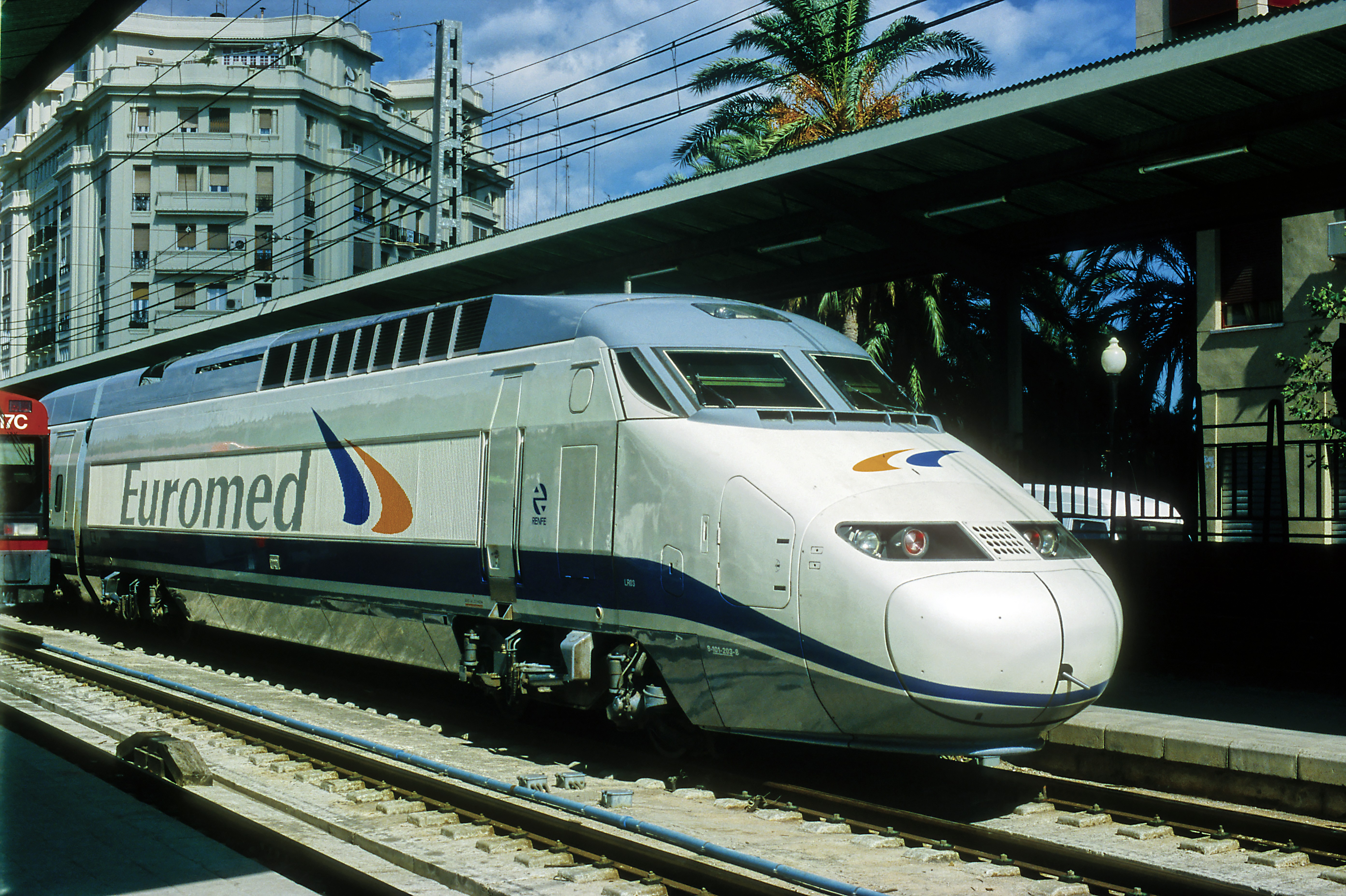
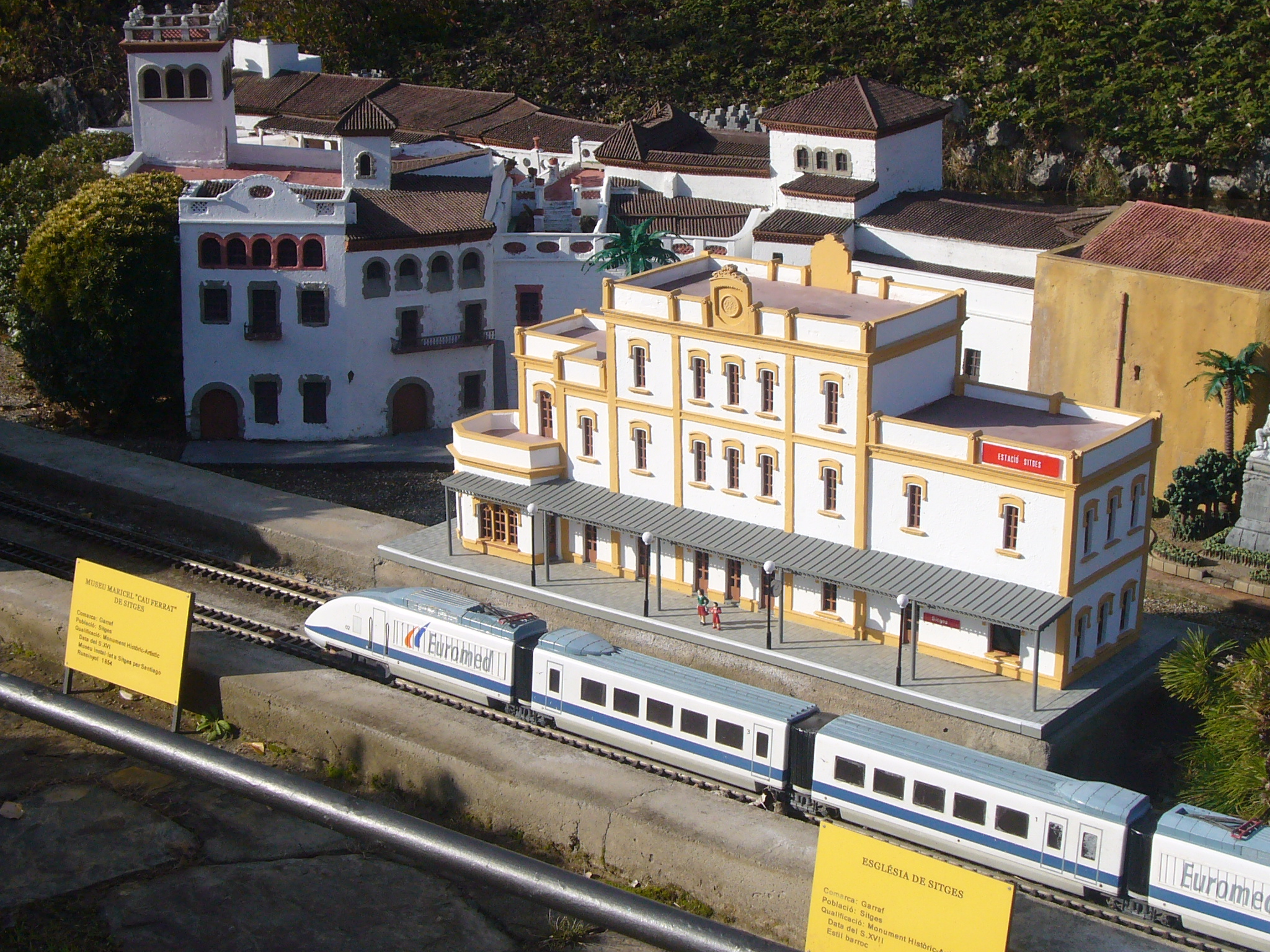
Modellvonatként a Catalunya en Miniatura parkban
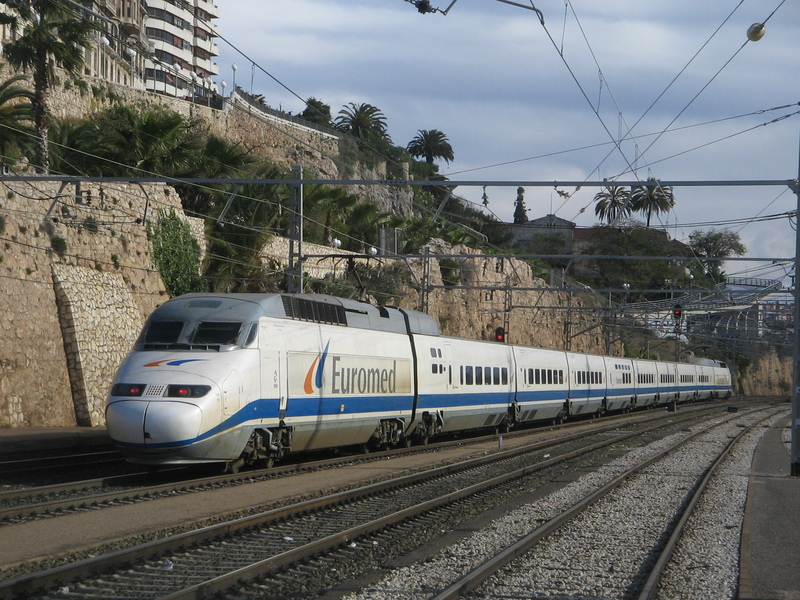
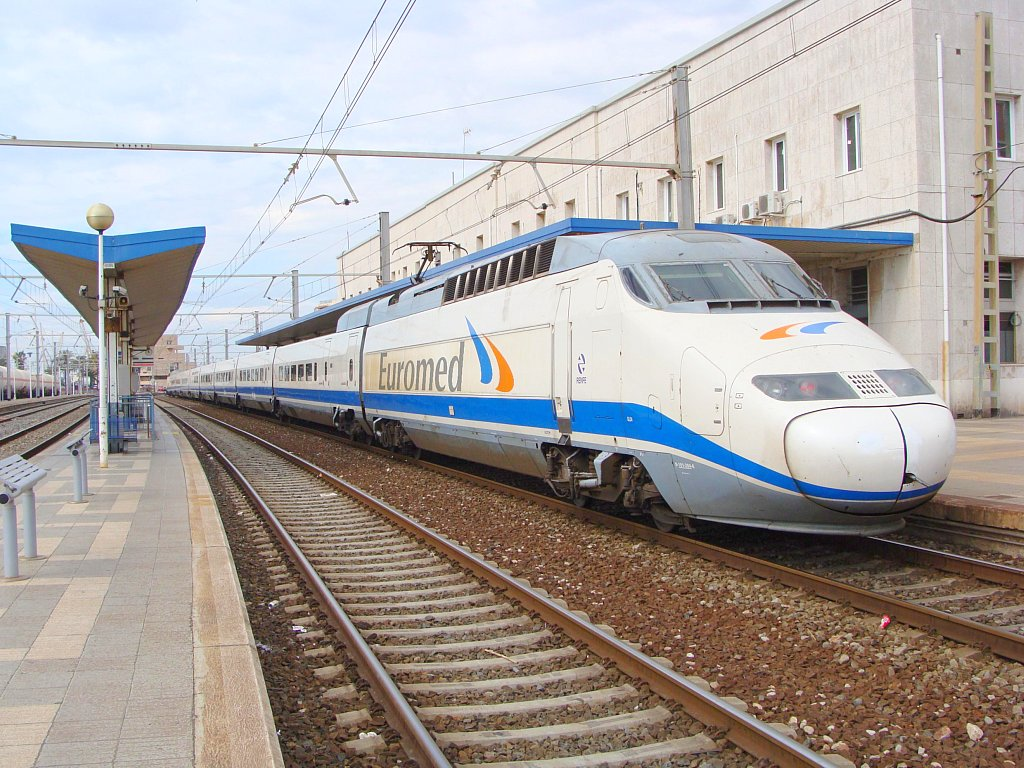
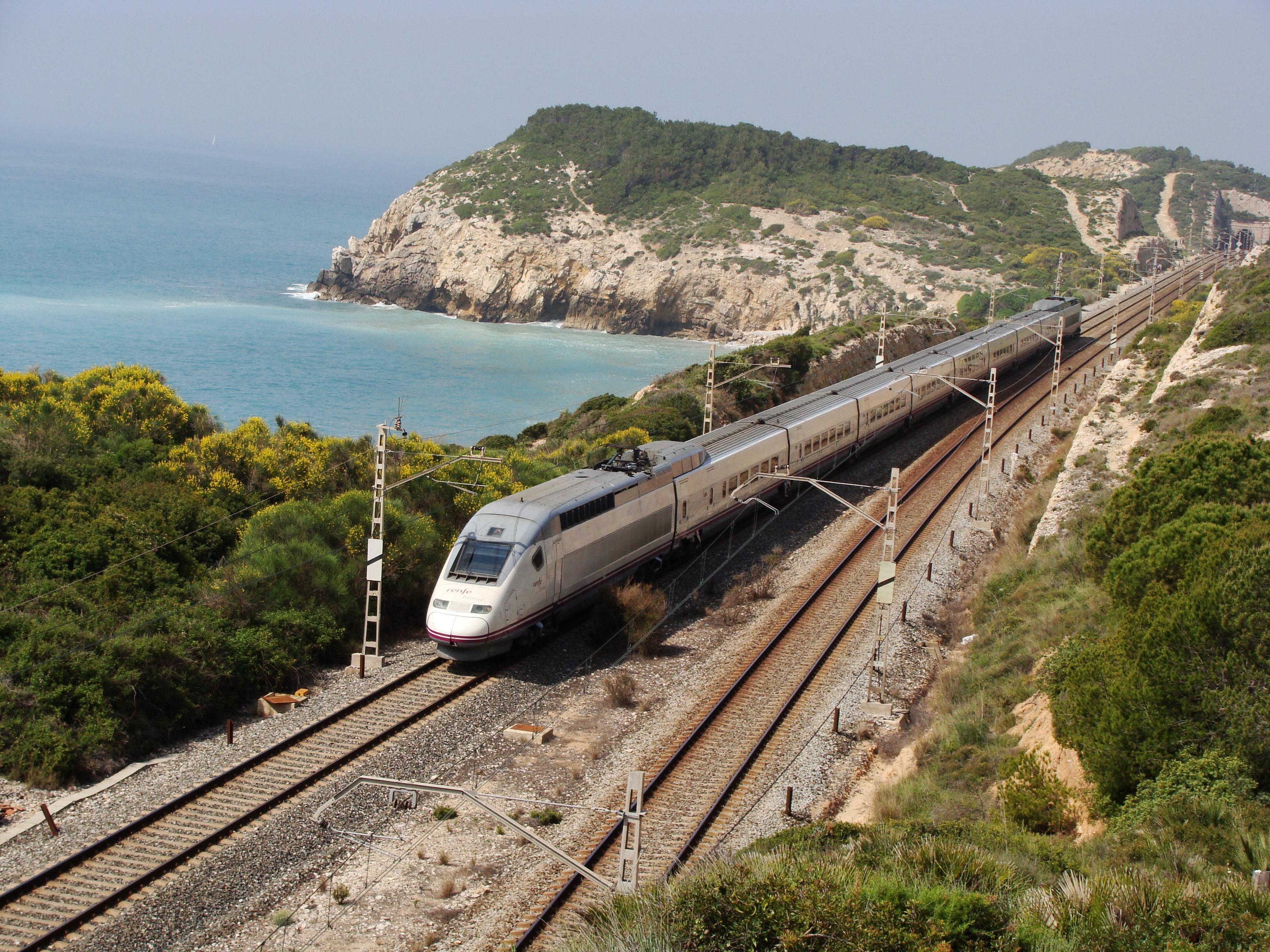
A balesetben megsérült majd újjáépített motorvonat Barcelona közelében
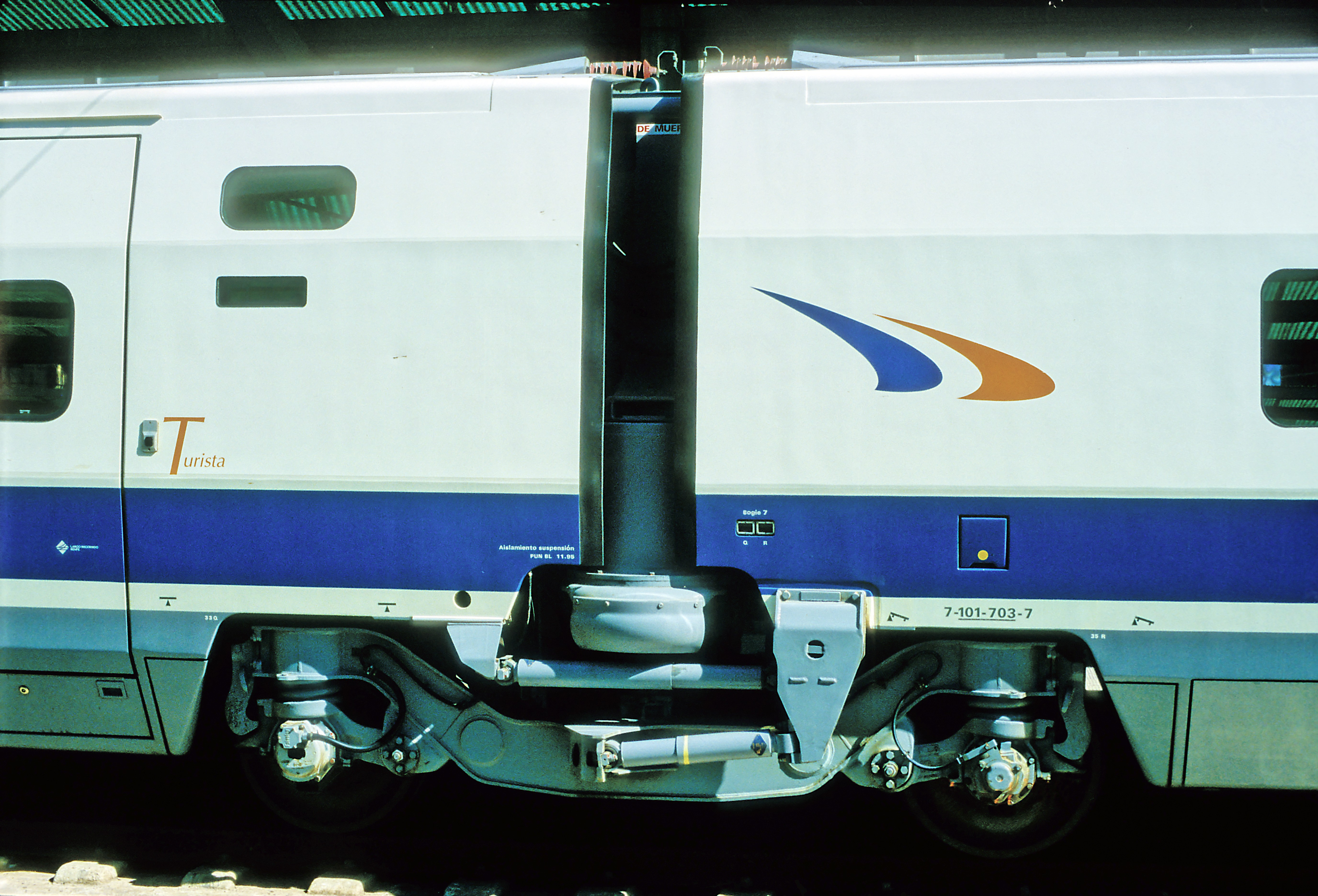